# V言語
v言語（vlang）とは、保守可能なソフトウェアの構築のために設計された静的型付プログラミング言語であり、Alexander Medvednikovにより設計・開発されている。

## 概要
v言語はGo言語によく似ておりOberon、Rust、Swift、Kotlin、Pythonの影響を受けている。